# بومادران تبریزی
بومادران تبریزی (نام علمی: Achillea cuneatiloba) نام یک گونه از سرده بومادران است.